# Oospila altonaria
Oospila altonaria är en fjärilsart som beskrevs av Jones 1921. Oospila altonaria ingår i släktet Oospila och familjen mätare. Inga underarter finns listade i Catalogue of Life.